# Сухомлинов, Евгений Игоревич
Евгений Игоревич Сухомлинов (род. 17 июля 1992, Комсомольск-на-Амуре, Хабаровский край) — российский самбист, чемпион и призёр чемпионатов России, бронзовый призёр чемпионатов Европы, обладатель Кубка мира, мастер спорта России. Студент Комсомольского-на-Амуре государственного технического университета. Его тренером является его отец Игорь Сухомлинов.

## Спортивные результаты
- Чемпионат России по самбо 2013 года — ;
- Чемпионат России по самбо 2014 года — ;
- Чемпионат России по самбо 2016 года — ;
- Чемпионат России по самбо 2017 года — ;
- Чемпионат России по самбо 2018 года — ;